# Freidorfer Hachetal
Das Freidorfer Hachetal ist ein ehemaliges Naturschutzgebiet in der niedersächsischen Stadt Bassum und der Gemeinde Sudwalde in der Samtgemeinde Schwaförden im Landkreis Diepholz.

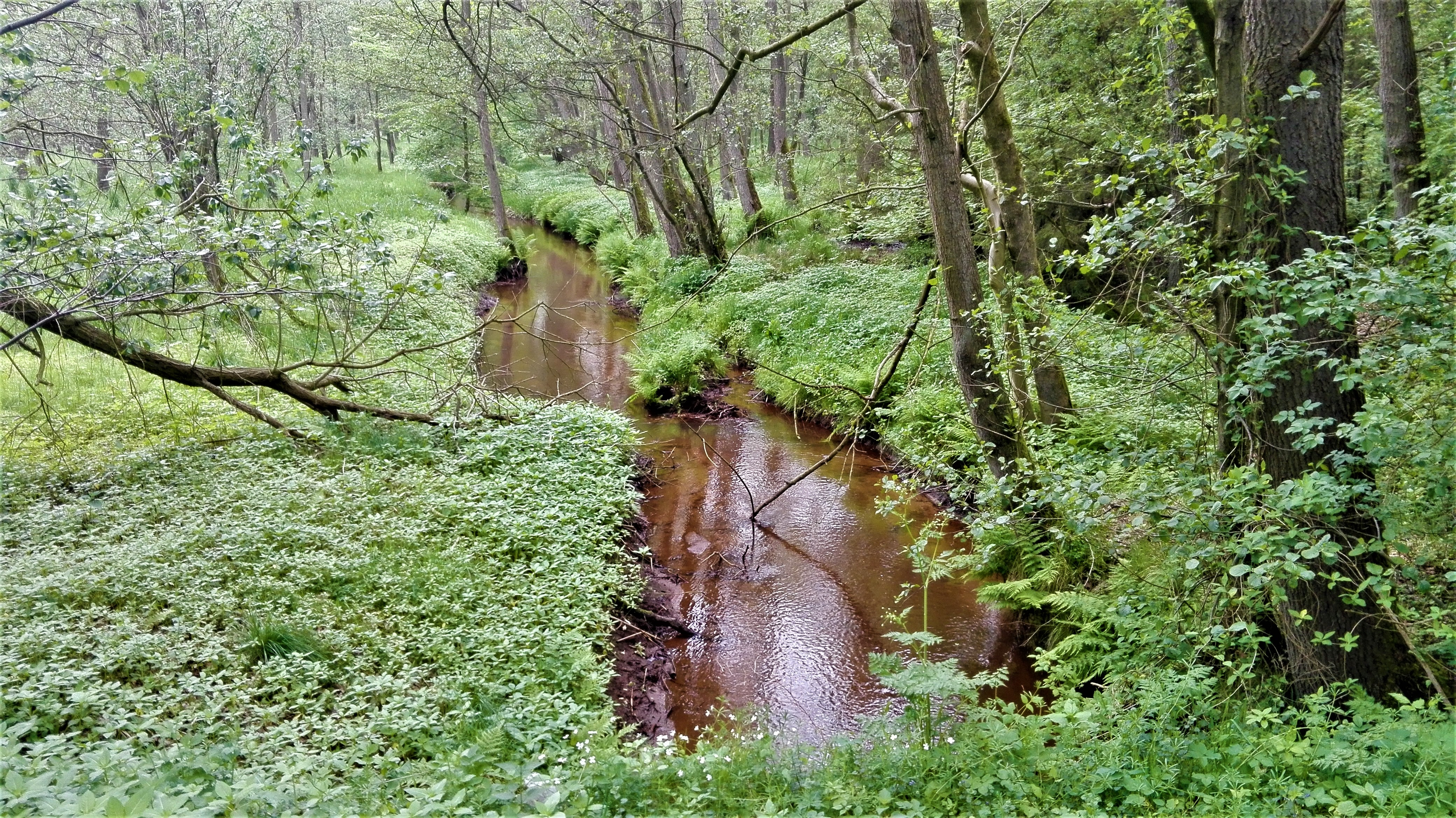
Bruchwald an der Hache

Das ehemalige Naturschutzgebiet mit dem Kennzeichen NSG HA 175 war 78 Hektar groß. Es war zum größten Teil Bestandteil des FFH-Gebietes „Hachetal“. Das Gebiet stand seit dem 3. August 1995 unter Naturschutz. Im November 2018 ging es im neu ausgewiesenen Naturschutzgebiet „Hachetal und Freidorfer Hachetal“ auf. Zuständige untere Naturschutzbehörde war der Landkreis Diepholz.
Das ehemalige Naturschutzgebiet liegt unmittelbar südlich von Neubruchhausen. Es stellte einen Abschnitt der Hache und der Hallstedter Beeke sowie die angrenzenden Talauen und Hangbereiche unter Schutz. Hier sollen sich die Gewässerabschnitte mit ihren Röhrichten, Seggenrieden, Hochstaudenfluren und Sümpfen sowie Bruch- und Laubwäldern natürlich entwickeln können.
Teile des ehemaligen Naturschutzgebietes werden forst- und landwirtschaftlich genutzt. Die landwirtschaftliche Nutzung schließt auf einigen Flächen auch Ackerbau mit ein.